# Bocatherium mexicanum
Bocatherium mexicanum è un terapside estinto, appartenente ai tritilodontidi. Visse nel Giurassico inferiore (Pliensbachiano, circa 185 - 183 milioni di anni fa) e i suoi resti fossili sono stati ritrovati in Messico.

## Descrizione
Questo animale, come tutti i tritilodontidi, era dotato di un cranio massiccio con forti incisivi anteriori, un diastema e denti postcanini robusti. Bocatherium era un animale di piccole dimensioni: il cranio era lungo circa 5 centimetri. Questo tritilodontide doveva essere simile ai ben noti Bienotherium e Kayentatherium, dai quali differiva per alcune caratteristiche. Bocatherium, ad esempio, era dotato di una grande protuberanza sulla superficie laterale della mandibola, proprio davanti alla fossa del massetere. La mascella di Bocatherium era inoltre una sorta di osso cilindrico privo di lamine orizzontali che contribuivano al palato secondario o all'arcata zigomatica. Quest'ultima, inoltre, era sottile, al contrario di quella dell'affine Bienotheroides. I denti postcanini erano dotati di corone il cui profilo era ovale e non quadrangolare come invece era quello di Stereognathus. I postcanini superiori, infine, erano dotati di sole due cuspidi in ognuna delle tre file longitudinali, mentre altri tritilodontidi possedevano almeno tre cuspidi nella fila centrale. 

## Classificazione
Bocatherium è un tipico rappresentante dei tritilodontidi, un gruppo di cinodonti erbivori di piccola taglia, considerati molto vicini all'origine dei mammiferi. In particolare, sembra che Bocatherium fosse una delle forme più specializzate del gruppo.
Bocatherium mexicanum venne descritto per la prima volta nel 1985, sulla base di un cranio parziale con mandibola, ritrovato nella zona di Huizachal nella formazione La Boca nello stato di Tamaulipas in Messico, in terreni risalenti al Pliensbachiano.